# Zhang Jun (Diplomat)

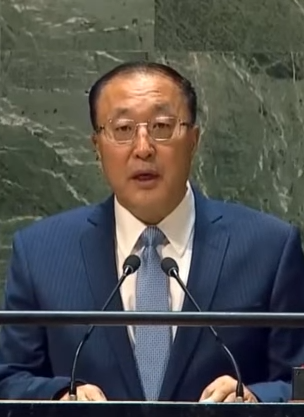
Zhang Jung (2022)

Zhang Jun (chin.: 张军; * 15. August 1960 in Changchun, Jilin) ist ein chinesischer Diplomat. Er seit 2019 ständiger Vertreter Chinas bei den Vereinten Nationen und vertritt sein Land als ständiges Mitglied mit Vetorecht im UN-Sicherheitsrat.

## Herkunft und Ausbildung
Zhang Jun wurde 1960 in Changchun, der Hauptstadt der nordostchinesischen Provinz Jilin, geboren. Er erwarb einen Bachelor of Laws an der Jilin-Universität und einen Master of Laws in Völkerrecht an der University of Hull in Yorkshire.

## Karriere
Zhang trat 1984 in den diplomatischen Dienst der Volksrepublik China ein. Von 1990 bis 1994 arbeitete er bereits bei der Ständigen Vertretung Chinas bei den UN. Von 2007 bis 2012 war er Sonderbotschafter und Generalbevollmächtigter Chinas in den Niederlanden und Ständiger Beauftragter bei der Organisation für das Verbot chemischer Waffen.
2012 wurde er im Außenministerium Generaldirektor der Abteilung für Internationale Wirtschaftsangelegenheiten.
Seit 2019 ist er Botschafter und ständiger Vertreter Chinas bei den Vereinten Nationen und vertritt sein Land als ständiges Mitglied mit Vetorecht im UN-Sicherheitsrat.
In August 2022 warnte Zhang die Speakerin des US-Repräsentantenhauses Nancy Pelosi davor, Taiwan zu besuchen. Der Besuch sei ein Provokation und ein Angriff auf die nationale Souveränität und territoriale Integrität Chinas.
In Reden im Sicherheitsrat betonte er, dass die Welt aus der Sicht Chinas in eine neue Ära eingetreten sei, Unterschiede zwischen Ländern hinsichtlich nationaler Interessen, sozialer Systeme und Ideologien dürften kein Hindernis für den Dialog sein, schon gar kein Grund für Konfrontation. Zhang Jun wies darauf hin, dass der Kalte Krieg längst zu Ende sei und die auf Gruppenkonfrontationen basierende Mentalität des Kalten Krieges vollständig aufgegeben werden sollte. Das Festhalten an der Logik der Hegemonie und die Provokation einer Konfrontation zwischen den Lagern werde der Welt letztendlich nur Unheil bringen und Aufruhr und Spaltung verschärfen. Die Länder sollten ihre Einheit und Zusammenarbeit unter dem Banner des Multilateralismus stärken und zusammenarbeiten, um eine Gemeinschaft mit einer gemeinsamen Zukunft für die Menschheit aufzubauen.
Zum Russisch-Ukrainischen Krieg erklärte er 2022, dass Souveränität und territoriale Integrität aller Staaten respektiert werden müssten, dass die Ziele und Grundsätze der UN-Charta eingehalten werden, die legitimen Sicherheitsanliegen aller Staaten ernst genommen und alle Bemühungen um eine friedliche Beilegung der Krise unterstützt werden müssten. China ermutige die OSZE, ihre Stärken voll zur Geltung zu bringen und die notwendige Plattform für die Verhandlungen und die Kommunikation zwischen den betroffenen Parteien zu schaffen.